# Van Loon

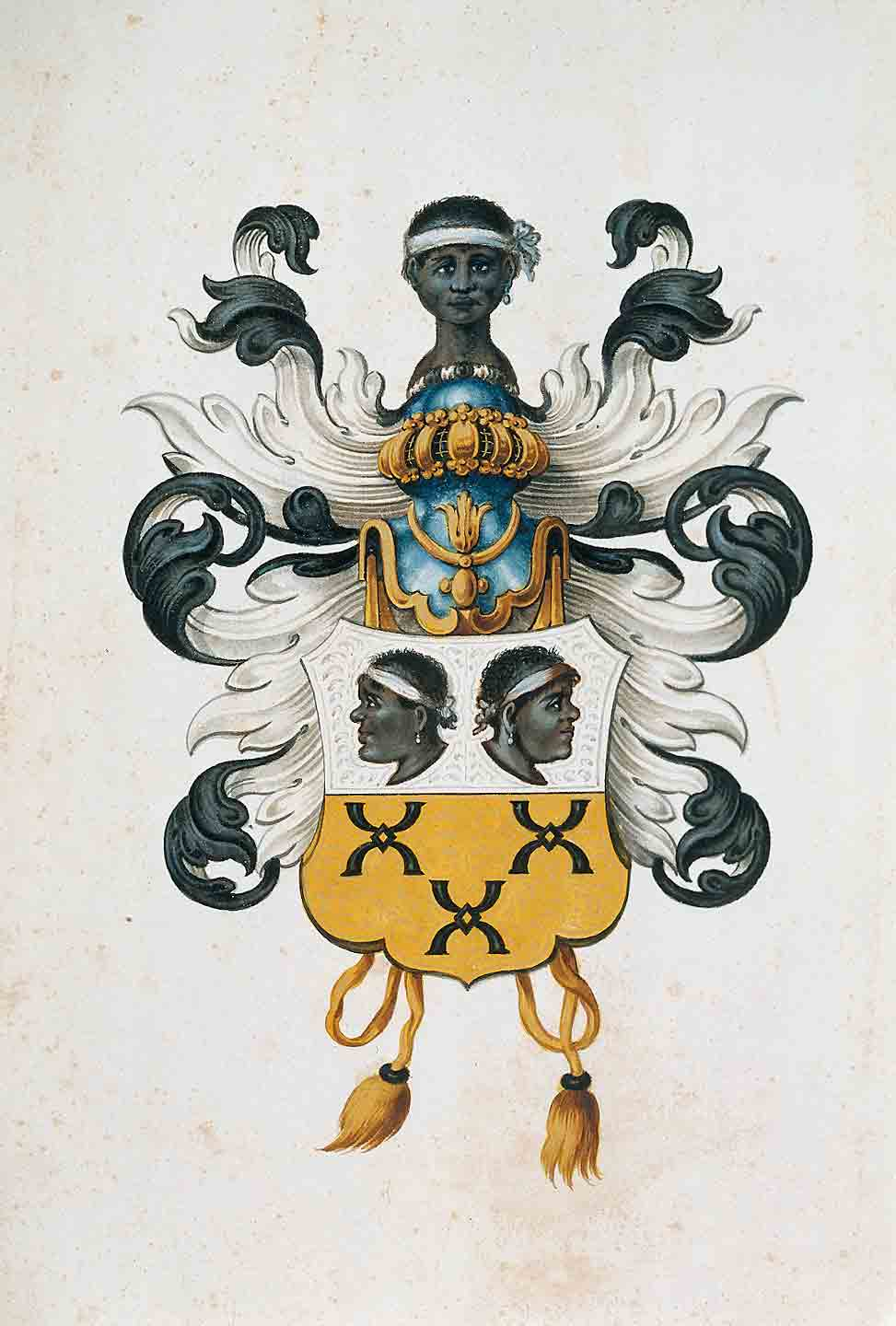
Familienwappen van Loon

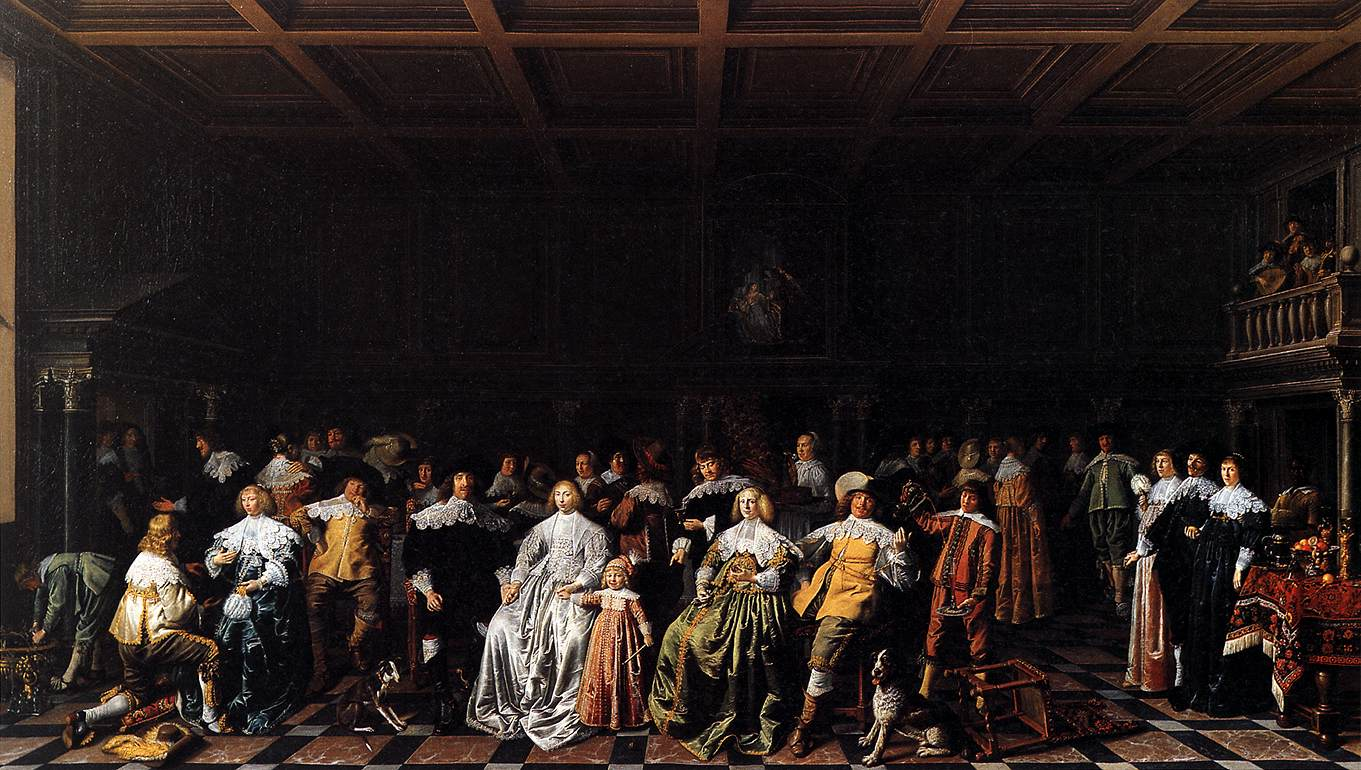
Die Hochzeit von Willem van Loon und Margaretha Bas, gemalt von Jan Miense Molenaer (1637)

Die van Loon sind eine niederländische Patrizierfamilie, die auch dem Adel zugehörig ist. Die Familie war im Laufe des 17. und 18. Jahrhunderts dem Amsterdamer Regentenpatriziat zugehörig.

## Geschichte
Die Familie entstammte dem nordbrabantischen Loon op Zand und hieß ursprünglich „Molengraaff“. Im Jahre 1481 übersiedelte ein Familienzweig nach ’s-Hertogenbosch und wurde nach seinem Herkunftsort „van Loon“ genannt. Die patrizische und später geadelte Familie stammte von Willem Jansz van Loon (um 1537–1618), Direktor der VOC-Kammer in Rotterdam, ab. Im Jahre 1604 ist das Geschlecht via Rotterdam nach Amsterdam gekommen, wo es im Jahre 1639 in die Regierung kam. Das Geschlecht wurden in den Jahren 1815 und 1882 mit dem Prädikat Jonkheer in den neuen niederländischen Adel eingeführt.
Seit 1884 besitzt die Familie Van Loon in der Amsterdamer Keizersgracht ein Stadthaus, in dem sich das Museum Van Loon befindet. Mit Maurits van Loon (1923–2006) erlosch die adelige Familie in der männlichen Linie. Darüber hinaus existiert noch eine zweite, ältere, Linie der Van Loon, die von Gerrit Jansen (Jansz) van Loon (* 1530), einem Bruder des Willem Jansz van Loon (um 1537–1618) abstammt.

## Familienmitglieder
- Willem Janszoon van Loon (1537–1618), einer der Aufrichter und Bewindhebber der VOC (Niederländische Ostindien-Kompanie)-Kammer in Rotterdam
- Hans van Loon (1577–1658), Bewindhebber der VOC-Kammer in Amsterdam
- Willem van Loon (1605–1645), Amsterdamer Bürgermeister
- Pieter van Loon (1607–1679), Bewindhebber der VOC-Kammer in Amsterdam
- Willem van Loon (Bürgermeister) (1633–1695), Bewindhebber der VOC-Kammer in Amsterdam, Bürgermeister von Amsterdam
- Pieter van Loon (1667–1716), Bewindhebber der VOC-Kammer in Amsterdam
- Jan van Loon (1677–1763), Kakaohändler, Bewindhebber der WIC Niederländische Westindien-Kompanie-Kammer in Amsterdam, Direktor der Sozietät von Suriname
- Adriaan van Loon (1681–1754), Bewindhebber der VOC-Kammer in Amsterdam